# Ayatollah

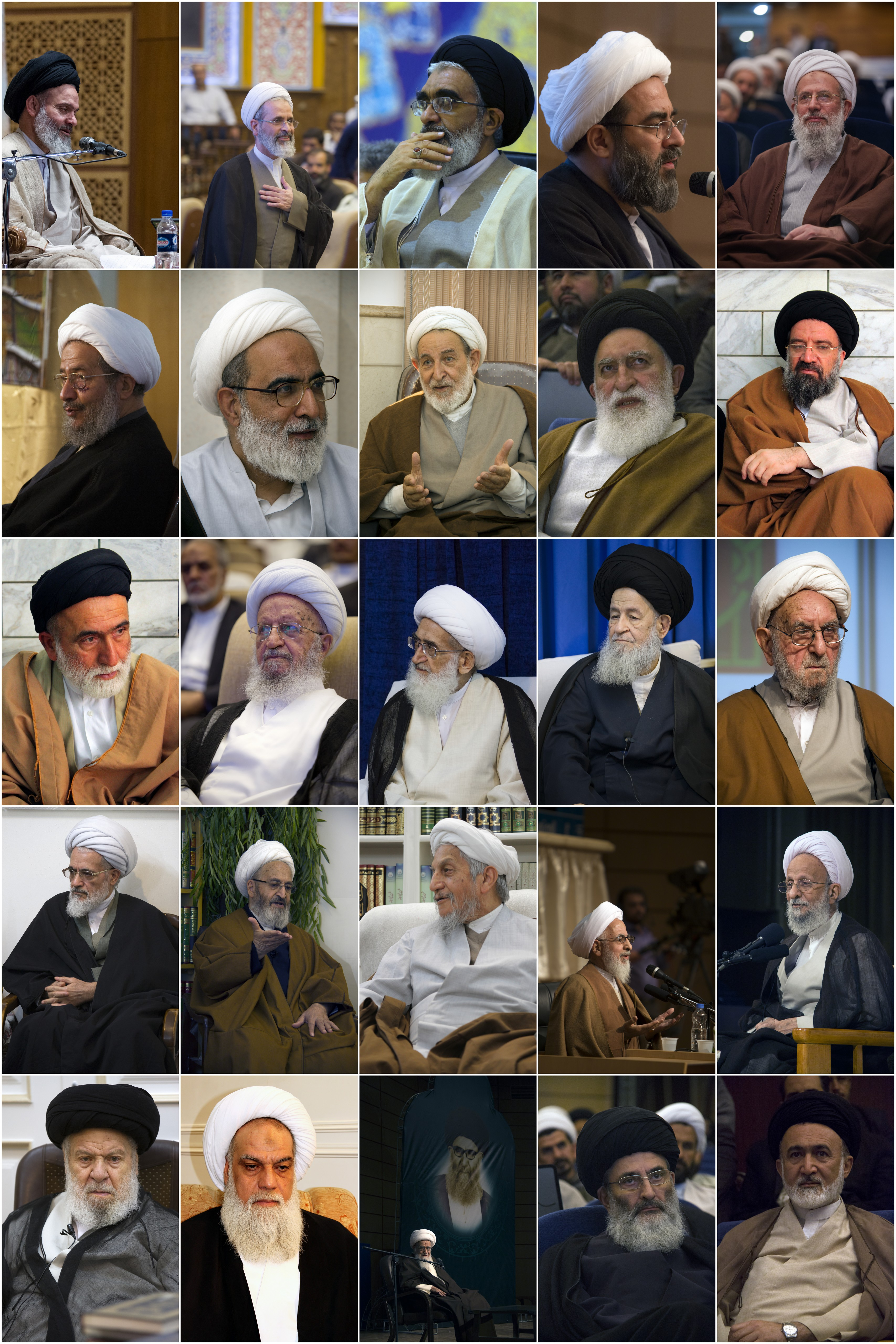
Ayatollahs van de stad Qom

Ayatollah (Arabisch: آية الله; Perzisch: آیت‌الله) is een hoge titel die gegeven wordt aan sjiitische geestelijken. Het woord is een samentrekking van de woorden āja[t] gevolgd door het woord Allah. Samen betekent het geheel 'teken van God' en zij die de titel dragen, zijn kenners van de sjiitische islam. Daaronder vallen ook rechtspraak, ethiek en filosofie. Meestal geven ze les aan religieuze scholen. Enkele ayatollahs dragen de titel Grootayatollah.
Bekende ayatollahs zijn onder andere:
- Ruhollah Khomeini, die de Iraanse Revolutie leidde
- Hoessein-Ali Montazeri, een van de grondleggers van de Iraanse Revolutie, vanaf 1989 een opponent van ayatollah Khomeini en tegenstander van het huidige politieke systeem in Iran.
- Ali Khamenei, de huidige geestelijk leider van Iran, aanhanger van de conservatieven.
- Ali al-Sistani, de hoogste sjiitische geestelijke in Irak
- Mohammad Hussein Fadlallah, uit Libanon